# Rio Brusturel
O Rio Brusturel é um rio da Romênia afluente do Rio Valea Ursului, localizado no distrito de Bihor.